# Miskolctapolca
Miskolctapolca – część miasta Miszkolca, słynąca z unikalnego w skali europejskiej systemu jaskiń z wodami krasowymi.
Kąpielisko jaskiniowe składa się z basenów zewnętrznych oraz z wewnętrznych korytarzy i grot napełnionych wodą termalną. Temperatura wody wewnątrz obiektu osiąga maksymalnie 35°C.
W pobliżu wejścia na teren kąpieliska jaskiniowego znajdują się ruiny klasztoru benedyktynów, który był zamieszkiwany od drugiej połowy XIV wieku do początków XVI wieku. W 1711 roku miejscowy opat zlecił badania mające na celu potwierdzenie leczniczych właściwości okolicznych źródeł. Prawdziwy rozwój miejscowości rozpoczął się jednak na przełomie XIX i XX wieku. Istniejący współcześnie budynek kąpieliska jaskiniowego został wybudowany w latach 1939-1941. W 1969 roku powstał symbol kompleksu – basen z muszlą. W latach 1998–2005 nastąpiła gruntowna przebudowa i rozbudowa obiektu. 10 października 2022 r. obiekt został zamknięty z powodu narastającego kryzysu energetycznego. Ponowne otwarcie nastąpiło 26 stycznia 2023 r.